# USS Somers (DD-301)
O USS Somers é um navio da Marinha dos Estados Unidos, do tipo contratorpedeiro pertencente à Classe Clemson. Atuou em tempos de paz com a Frota do Pacífico de 1920 até ser desmontado, para atender o Tratado Naval de Londres.